# ČSD-Baureihe M 284.0
Die Fahrzeuge der ČSD-Baureihe M 284.0 waren vierachsige Dieseltriebwagen der einstigen Tschechoslowakischen Staatsbahn (ČSD) für den Schnellzugverkehr. Die Triebwagen sind eine Weiterentwicklung der Baureihe M 273.0, der sie vom Grundaufbau her ähneln.

## Geschichte
Vier Fahrzeuge der Reihe wurden 1939 bestellt und entwickelt, die restlichen zwei 1940. Zur Auslieferung kam es erst 1947, als dringend Fahrzeuge benötigt wurden. Daher waren sie zum Zeitpunkt der Auslieferung schon technisch etwas überholt. Gefertigt wurden die M 284.0 bei Královopolská in Brno. Eine Weiterentwicklung der Fahrzeuge folgte ab 1951 noch mit acht Fahrzeugen der Reihe M 284.1. Auch sie haben als äußerliches Hauptmerkmal die windschnittige Gestaltung des Wagenkastens mit der eleganten, abgeflachten Stirnpartie.

## Technische Merkmale
Die Triebwagen wurden angetrieben von zwei aufgeladenen 8-Zylinder-Dieselmotoren mit einer Leistung von je 285 PS. Der Motor wurde nach Lizenz von der Firma Saurer bei Královopolská hergestellt. Vier Fahrzeuge hatten noch die Leistungsübertragung nach dem System BBC, die letzten beiden nach ČKD. Die Antriebsanlage war wie bei der Baureihe M 273.0 ausgeführt, also mit je einem Verbrennungsmotor und einem Fahrmotor in einem Drehgestell.
Der Wagenkasten mit dem eleganten Äußeren hatte an beiden Enden die Kabine für den Triebfahrzeugführer. Dahinter waren jeweils die Einstiegsräume und zwischen diesen die beiden Fahrgastabteile (eins für Raucher, eins für Nichtraucher) mit insgesamt 74 Sitzplätzen. Die Fahrgastabteile waren mit der Platzteilung 4+0 in Abteilform mit einem Seitengang ohne Abteiltüren und Zwischenwände ausgeführt. Unter den Fenstern des Seitenganges waren Notsitze angeordnet.

## Einsatz

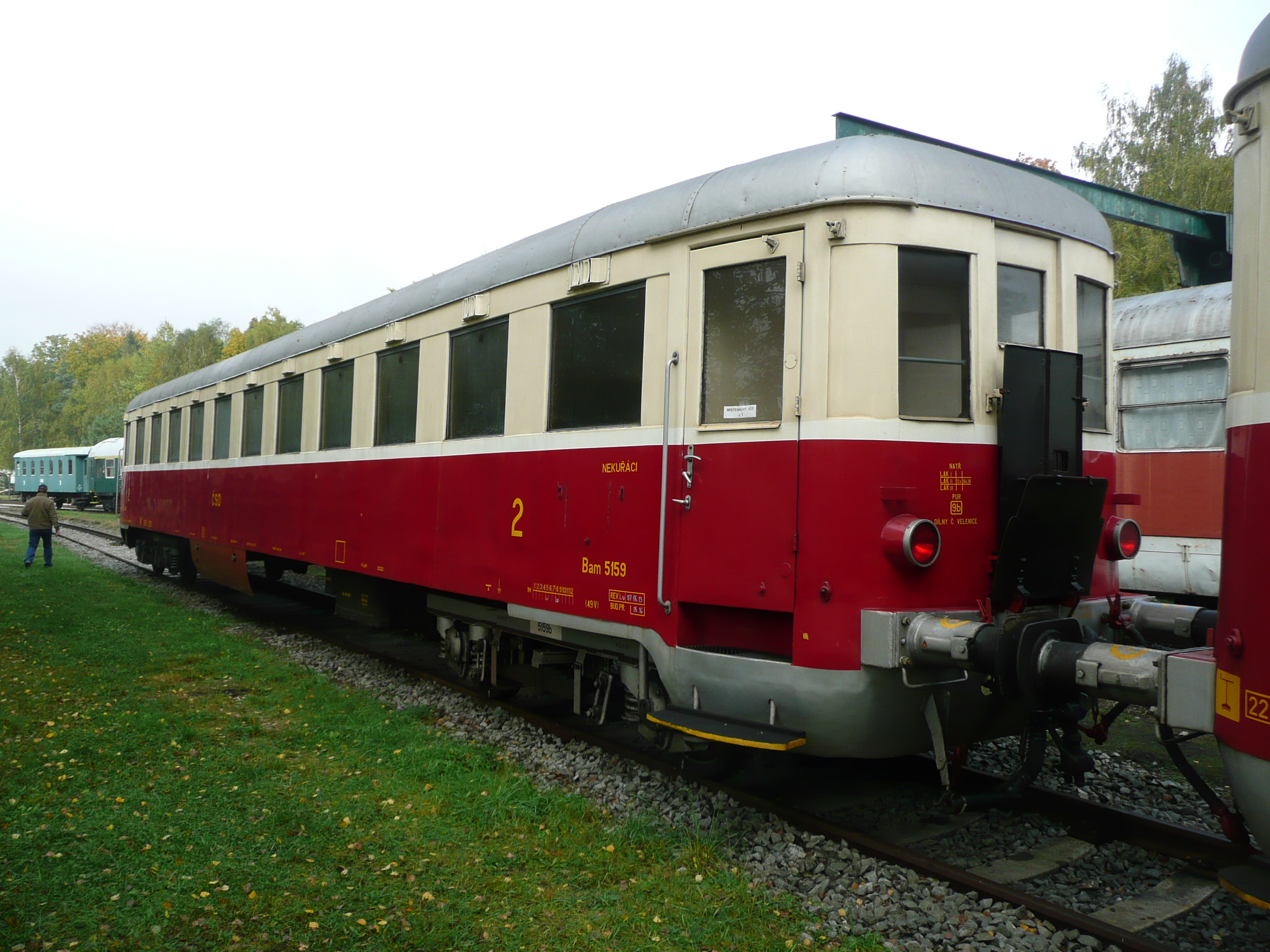
Beiwagen der Gattung Calm 4 für die Triebwagen der Reihe M 284.0 und M 284.1

Die ersten beiden Fahrzeuge wurden 1947 ausgeliefert und auf Prüfungsfahrten auf den Strecken um Brno eingesetzt. Dabei erreichten sie auf dem Abschnitt Podivín–Modřice der Strecke Břeclav–Brno eine Geschwindigkeit von 138 km/h. Zugelassen waren sie für 110 km/h.
Über die Einsätze der Triebwagen der Reihe M 284.0 kann man sagen, dass das Depot Brno Horní Heršpice seine Domäne war.  Auch Olomouc, Nymburk und Plzeň erscheinen als ihre weiteren Einsatzstellen. Eingesetzt waren sie im schweren motorisierten Schnellzugverkehr, unter anderem nach Prag und Bratislava. Da 1949 die Reihe M 262.0 erschien, konnte man nach etwa zehn Jahren Einsatz auf die Fahrzeuge verzichten, besonders weil bei ihnen die geringe Stückzahl und die veraltete Antriebsanlage ungünstig beurteilt wurden. Laut einer offiziellen Statistik des Ministeriums für Eisenbahn war 1961 kein Fahrzeug mehr im Betriebsdienst, als Ausmusterung des letzten Fahrzeuges gilt das Jahr 1960 (M 284.005).
Einige Wagen wurden nach der Ausmusterung zu Arbeits- bzw. Messwagen umgebaut, wie der M 284.003, der bei Škoda weiterverwendet wurde. Der M 284.004 wurde nach seiner Ausmusterung als Bahndienstfahrzeug genutzt und 1989 verschrottet.